# Snowboardové názvosloví

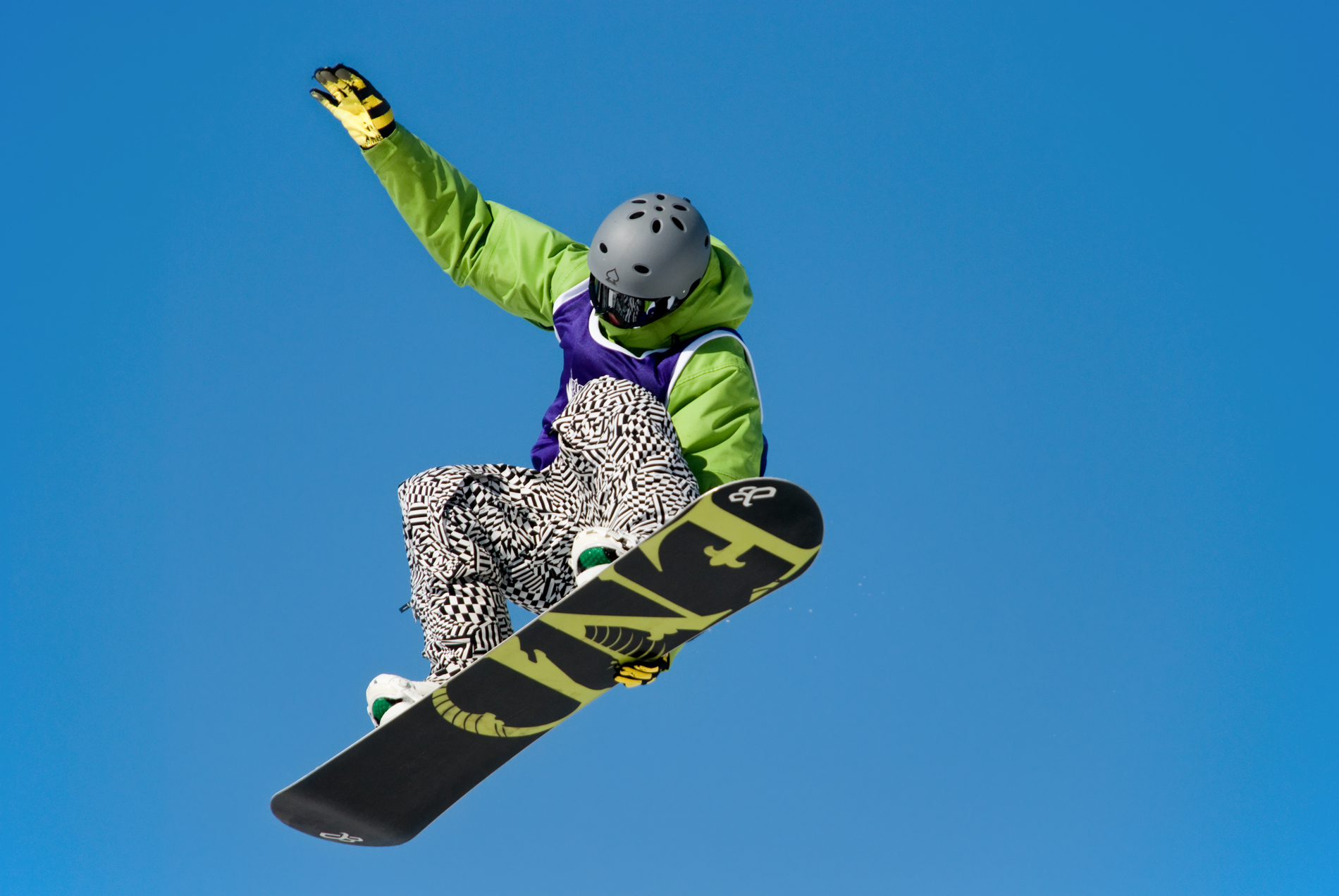
Snowboardové názvosloví

## Základní názvosloví

### Jízda
- Regular – člověk jezdící levou nohou dopředu
- Goofy – člověk jezdící pravou nohou dopředu
- Switch – způsob jízdy, kdy jede jezdec nepřirozenou nohou dopředu (Goofy jede levou dopředu, Regular pravou)
- Onefoot – způsob jízdy, případně předvedení triku s pouze jednou nohou zapnutou ve vázání

### Technické pojmy
Následující tabulka vysvětluje pojmy, které se používají pro popis částí nebo vlastností snowboardu.
| Název          | Vysvětlení                                                                                              |
| backside       | zadní hrana prkna, nebo rotace směrem doprava (pokud jedeš levou nohou dopředu - regular)               |
| frontside edge | přední hrana prkna, nebo rotace směrem doleva (pokud jedeš levou nohou dopředu - regular)               |
| tail           | patka prkna                                                                                             |
| nose           | špička prkna                                                                                            |
| radius         | poloměr kruhu, podle jehož části je vytvarovaná hrana                                                   |
| backstance     | posunutí vázání/insertů vůči délce prkna směrem dozadu                                                  |
| twintip        | konstrukce prkna/nastavení vázání, které je přesně souměrné podle příčné osy (obě nohy jsou rovnocenné) |
| strap          | pásek vázání                                                                                            |
| capstrap       | název pro přední strap, který se nezapíná přes nárt, ale přes špičku boty                               |
| baseplate      | základna vázání                                                                                         |
| insert         | díra ve snowboardu pro přišroubování vázání                                                             |
| cap            | konstrukce, kdy je vrchní vrstva prkna přetažena až k hraně                                             |
| sidewall       | konstrukce, kdy jsou všechny vrstvy prkna vedeny až do kraje prkna, bez dalšího krytí                   |

## Freestyle názvosloví
Ve freestyle snowboardingu se používá systém názvosloví k popisu jednotlivých triků; je ale nutné podotknout, že žádný jednotný systém neexistuje a často existuje pro jeden trik víc různých názvů.

### Skoky
Mezi základní pojmy pro popis triků ve vzduchu patří názvy grabů. Pojmem "grab" se rozumí určitý způsob chycení prkna, které předvede jezdec ve vzduchu.
Existuje obrovské množství různých grabů a jejich názvy jsou velmi nejednotné; mezi nejznámější patří:
- Indy – chycení přední hrany zadní rukou
- Nosegrab – chycení špičky prkna
- Tailgrab – chycení patky prkna
- Method – chycení zadní hrany přední rukou a prohnutí celého těla dozadu
- Melon – chycení zadní hrany přední rukou bez prohnutí těla
- Shifty – vytočení prkna proti tělu (bez grabu nebo s grabem, frontside nebo backside)...

Dalším základním prvkem při popisu skoku je určení rotace:

#### Rotace kolem vertikální osy
Pro rotaci kolem vertikální osy se udává hodnota ve stupních (používají se násobky 180) a směr rotace.
- fs – frontside rotace – jezdec letí po otočení prvních 90° čelem dopředu
- bs – backside rotace – jezdec letí po otočení prvních 90° zády dopředu

Při rozjezdu na switch se používají zkratky ss bs, případně ss fs (místo ss fs se ale většinou používá cab)
Číslo určující rotaci se často zkracuje pouze na první cifru (místo 180, 360, 540... se používá 1, 3, 5...); například pojem "cab 5 Indy" znamená "switch frontside 540 Indy".
Pokud se jezdec při rotaci odchýlí od svislé osy natolik, že se na chvilku ocitne s hlavou níž než je prkno, označuje se rotace jako cork (dříve také často inverted). Výraz cork původně označoval jeden konkrétní styl odchýlení od svislé osy rotace, kdy se jezdec točil s tělem vodorovně jako korková zátka (odtud název), ale v posledních letech se význam tohoto označení posunul. V dnešním snowboardingu se slovem cork označuje téměř každá rotace, při které se jezdec ocitne na chvíli hlavou dolu. V moderním soutěžním freestyle snowboardingu dominují double cork, případně triple cork rotace, při kterých se jezdec vícekrát vychýlí ze svislé rotační osy.

#### Rotace kolem vodorovných os
- Backflip, frontflip – salto dozadu/dopředu (kolem osy kolmé na směr pohybu)
- Bs/Fs rodeo – jezdec se točí kolem osy rovnoběžné se směrem letu

### U-rampa, quarterpipe
V U-rampě i quarterpipe se jezdec odráží ze stěny (rádiusu), která je v nejvyšší části kolmá.
Základními triky na kolmém rádiusu jsou Frontside/Backside air – jde o otočení se ve vzduchu o 180 stupňů a dopad zpět do rádiusu; pojmem Air to fakie se označuje skok bez otočky a dopad zpět do rádiusu na switch.
Pokud jezdec v U-rampě provádí rotaci opačným směrem, než je přirozené (tedy fs rotaci v backsidové stěně nebo naopak), označuje se trik pojmem Alley-oop.
Kolmý rádius navíc dovoluje spoustu triků, které jsou na normálním skokánku neproveditelné, například mctwist.

### Jibbing
Jibbingem se rozumí předvádění triků na překážkách z kovu, plastu, dřeva apod., jako například zábradlí.
Podobně jako při popisu skoků se i u popisu jibbingových triků používají zkratky fs a bs (případně i cab a ss bs); u jibbingu tím ale není označen směr rotace/natočení těla, ale strana, ze které jezdec naskočil na překážku. Fs tedy znamená, že jezdec byl před náskokem k překážce čelem, Bs znamená, že byl k překážce zády.
Následující tabulka vysvětluje jednotlivé způsoby přejezdu překážky:
| Název                    | Vysvětlení |
| 50-50, grind             | přejetí jibu s prknem ve směru jízdy                                                                                                |
| 5-0, tailpress, stand-up | grind a váhou výrazně na zadní noze, špička prkna by měla být ve vzduchu                                                            |
| nosepress                | grind s váhou výrazně na přední noze, patka prkna by měla být ve vzduchu                                                            |
| boardslide               | přejezd překážky s prknem kolmo ke směru jízdy; bs boardslide znamená jízdu čelem napřed, fs boardslide jízdu zády napřed           |
| lipslide                 | trik podobný boardslidu, ale náskok se provádí přetažením tailu přes překážku; fs lipslide tedy znamená jízdu čelem napřed a naopak |
| tailslide                | podobné jako lipslide, ale překážka je pod tailem, ne ve středu prkna                                                               |
| noseslide                | podobné jako boardslide, ale překážka je pod nosem prkna, ne ve středu                                                              |
| bluntslide               | podobné jako boardslide, ale skoro celé prkno je přetaženo za překážku a překážka je pod tailem                                     |
| nosebluntslide           | podobné jako lipslide, ale skoro celé prkno je přetaženo za překážku a překážka je pod nosem                                        |

V případě, že jezdec jede po překážce s prknem kolmo ke směru jízdy, může při seskoku vrátit prkno do původního směru jízdy, nebo zvolit jinou možnost seskoku z překážky:
- Pokud jezdec odjede na switch, označuje se to jako seskok to fakie (např. "bs lipslide to fakie")
- Pokud jezdec udělá při seskoku otočku o 270 stupňů (ve směru, kterým otočil 90° při náskoku), označuje se to jako 270 out
- Pokud jezdec udělá při seskoku otočku o 270 stupňů opačným směrem, než jakým naskočil, označuje se to jako pretzel out

Podobně existují i různé způsoby náskoku (např. fs 270 to fs boardslide)
Existuje také několik zažitých výrazů pro popis tvaru překážky:
- handrail/rail – kovová trubka, případně dvojtrubka
- box – široká překázka
- kinked/double kinked - lomená překážka/dvakrát lomená překážka
- duha – překážka ve tvaru oblouku
- céčko – překážka do zatáčky
- wallride – překážka ve tvaru skoro kolmé stěny; škála triků je poněkud jiná než u slidů (viz níže)

#### Triky na wallridu/rádiusu
Většinu následujících triků je možné předvést na skoro jakékoliv překážce, ať už je to quarterpipe, U-rampa, wallride, hrana skokánku, barel, pařez...
- Rock to fakie – nájezd na hranu překážky a seskok zpět, odjezd na switch
- fs/bs rock'n'roll – podobné jako rock to fakie, ale na hranu jezdec naskočí s otočkou o 180 stupňů
- handplant – jezdec se na hraně překážky postaví na jednu ruku
- footplant – onefoot trik, jezdec se na hraně překážky postaví na volnou nohu a druhou nohu s prknem zvedne do vzduchu